# سام جونز (لاعب كرة قدم)
سام جونز (بالإنجليزية: Sam Jones)‏ هو لاعب كرة قدم بريطاني في مركز الوسط، ولد في 18 أغسطس 1991 في بارنسلي في المملكة المتحدة. لعب مع شروزبري تاون وغريمسبي تاون ونادي تشيلتنهام تاون لكرة القدم ونادي هاروجيت تاون.

## وصلات خارجية
- سام جونز (لاعب كرة قدم) على موقع Soccerbase.com (لاعب) (الإنجليزية)
- سام جونز (لاعب كرة قدم) على موقع Soccerway.com (الإنجليزية)